# La Perla (dipinto)
La Perla è un dipinto a olio su tavola (144x115 cm) di Raffaello, databile al 1518-1520 circa e attualmente conservato nel Museo del Prado di Madrid.

## Storia
L'opera è forse da identificare con quella citata da Vasari per i conti di Canossa a Verona, venduta poi al cardinale Luigi d'Este, il quale la donò a Caterina Nobili Sforza, contessa di Santafiora. Essa, a sua volta, la cedette a Vincenzo I Gonzaga in cambio di un marchesato che valeva cinquantamila scudi.
Un'altra ipotesi la individua invece come la Madonna acquistata dal Gonzaga direttamente dai conti di Canossa in cambio del feudo di Calliano nel Monferrato nel 1604.
Sicuramente la tavola venne ceduta a Carlo I d'Inghilterra nel 1627 e dopo la sua decapitazione fu messa all'asta da Cromwell. Acquistata da Filippo IV di Spagna, fu chiamata da lui stesso "La Perla" delle proprie collezioni.
Nel 1813 Giuseppe Bonaparte la portò a Parigi, dove restò fino al 1815. Dell'opera è stata recentemente trovata un'altra versione parziale nella galleria Estense di Modena, detta la Perla di Modena.